# Das Grauen (1980)
Das Grauen (Originaltitel: The Changeling) ist ein kanadischer Horrorfilm aus dem Jahr 1980. Regie führte Peter Medak.

## Handlung
Bei einem Autounfall kommen Frau und Tochter des Komponisten John Russell ums Leben. Um zur Ruhe zu kommen, zieht er von New York aufs Land in ein einsames viktorianisches Herrenhaus. Dort ereignen sich schon bald mysteriöse Dinge. Russell hört Geräusche aus dem hauseigenen Wassertank, hat schreckliche Visionen und entdeckt eines Tages eine verborgene Kammer, in der ein Kind gelebt haben muss. Offenbar wird er vom Geist des toten Kindes heimgesucht. Russell stellt Nachforschungen zu dem Haus und seinen früheren Besitzern an und stößt schließlich auf einen Zusammenhang zwischen dem Kind und der Vergangenheit eines einflussreichen US-Senators.

## Auszeichnungen
Der Film wurde mehrfach nominiert und in zahlreichen Kategorien mit dem kanadischen Genie Award ausgezeichnet, unter anderem:
- Bester kanadischer Film
- Bester ausländischer Schauspieler – George C. Scott
- Beste ausländische Schauspielerin – Trish Van Devere
- Beste Kameraführung – John Coquillon

## Kritik
Das Lexikon des internationalen Films urteilte: „Ein spannender Horrorfilm in konventioneller Machart, der zum Ende hin etwas überkonstruiert wirkt. Dank guter Fotografie und überzeugender Hauptdarsteller jedoch durchgehend fesselnd.“